# Larry Mathews (Musiker)

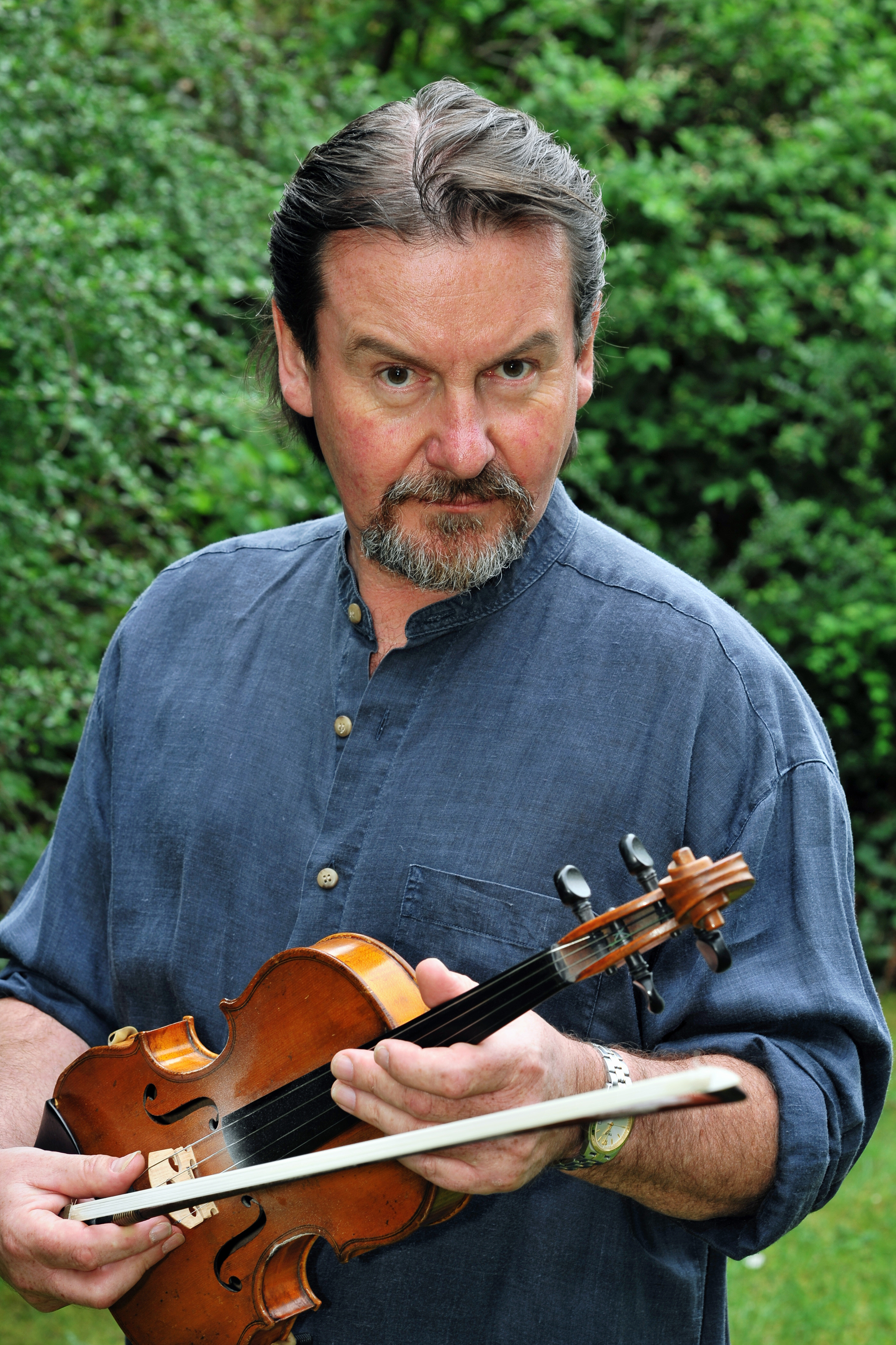
Larry Mathews, April 2009

Larry Mathews ist ein irischer Musiker aus dem County Kerry.
Er interpretiert irische Musik, eigene Kompositionen sowie Rock und Pop. Er singt, spielt Geige, Gitarre und Bodhrán (irische Rahmentrommel).
Auf der Bühne hat er zum Beispiel mit Christy Moore, den Furey Brothers, The Dubliners und Achim Reichel zusammengearbeitet, im Studio unter anderem mit Martin Röttger und als Gastmusiker bei Chris Evans & David Hanselmann so wie Hannes Wader.

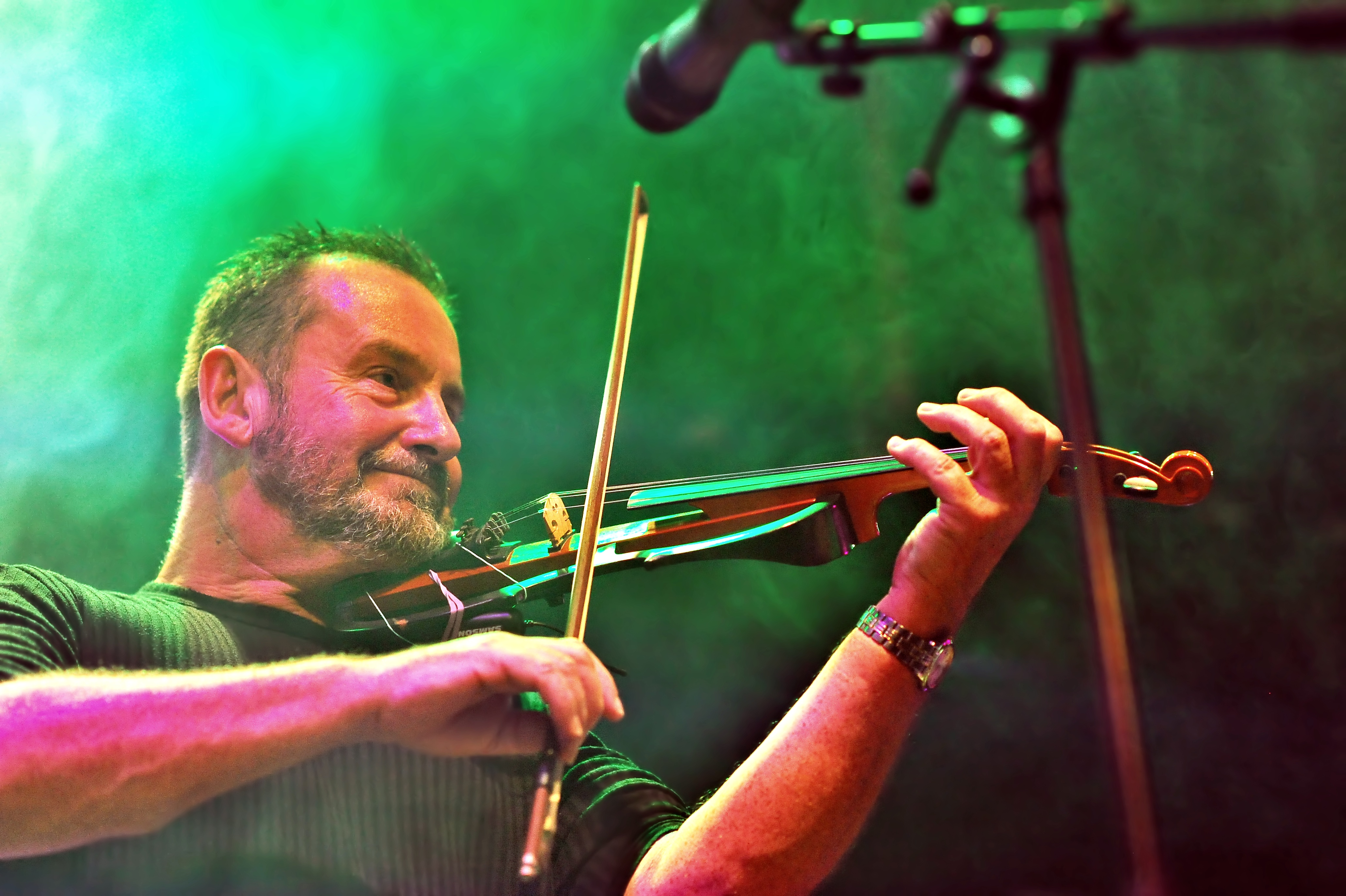
Larry Mathews, November 2014

## Leben
Mit acht Jahren begann Larry Mathews Geige zu spielen, fünf Jahre später kam die Gitarre dazu. Mit seinem Bruder Terry, der Banjo, Mandoline und Gitarre spielt, tourte er als Teil des Folk-Duos Mathews Brothers durch Irland und Großbritannien, es gab dort auch Auftritte in Radio und Fernsehen. Es folgten Festivalauftritte in Skandinavien, Deutschland, Belgien, den Niederlanden, der Schweiz und den USA. Mit seinem Bruder Terry nahm er das Album „A Kiss In The Morning Early“ auf. Mit Tony Wilson und Mick Doonan als weiteren Musikern entstand das Album „Mathews' Wilson And Doonan“.
Mit der irischen Folkband „Spailpin“ gelangen vordere Positionen in den irischen Charts. Unter anderem mit dem Titel The Maggie Thatcher Song, der von der irischen öffentlich-rechtlichen Rundfunkanstalt RTÉ boykottiert wurde.
Seit November 2000 wird Larry Mathews vom Seevetaler Ralph Bühr an Mandoline und Gitarre begleitet. Ende Juli 2003 stieg der Hamburger Bassist Björn Beutler in die Formation ein.
Das Trio gründete die Band Larry Mathews Blackstone, benannt nach einer Brücke über den Fluss Caragh im County Kerry. 2010 verließ Björn Beutler die Band, wenig später übernahm Andy Schmidt den Bass. Im selben Jahr erhielt die Band Verstärkung durch Bernd Haseneder an Bodhrán und Cajón.
Seit Frühjahr 2014 erhielt die Band mit Henning Wulf nochmals Verstärkung und ergänzt nun den Sound mit Banjo, Tin- und Low Whistle, Mandoline und Uilleann Pipes, dem irischen Dudelsack. Später in diesem Jahr zog sich Andy Schmidt weitgehend aus der Band zurück.
Als Solist tourt Larry Mathews mit Geige, Gitarre und Bodhrán durch Europa, Kanada und die USA.
2012 und 2013 war Larry Mathews einer von zwei Musikern, die Achim Reichel auf seiner Solo mit Euch Tour musikalisch begleitet haben.

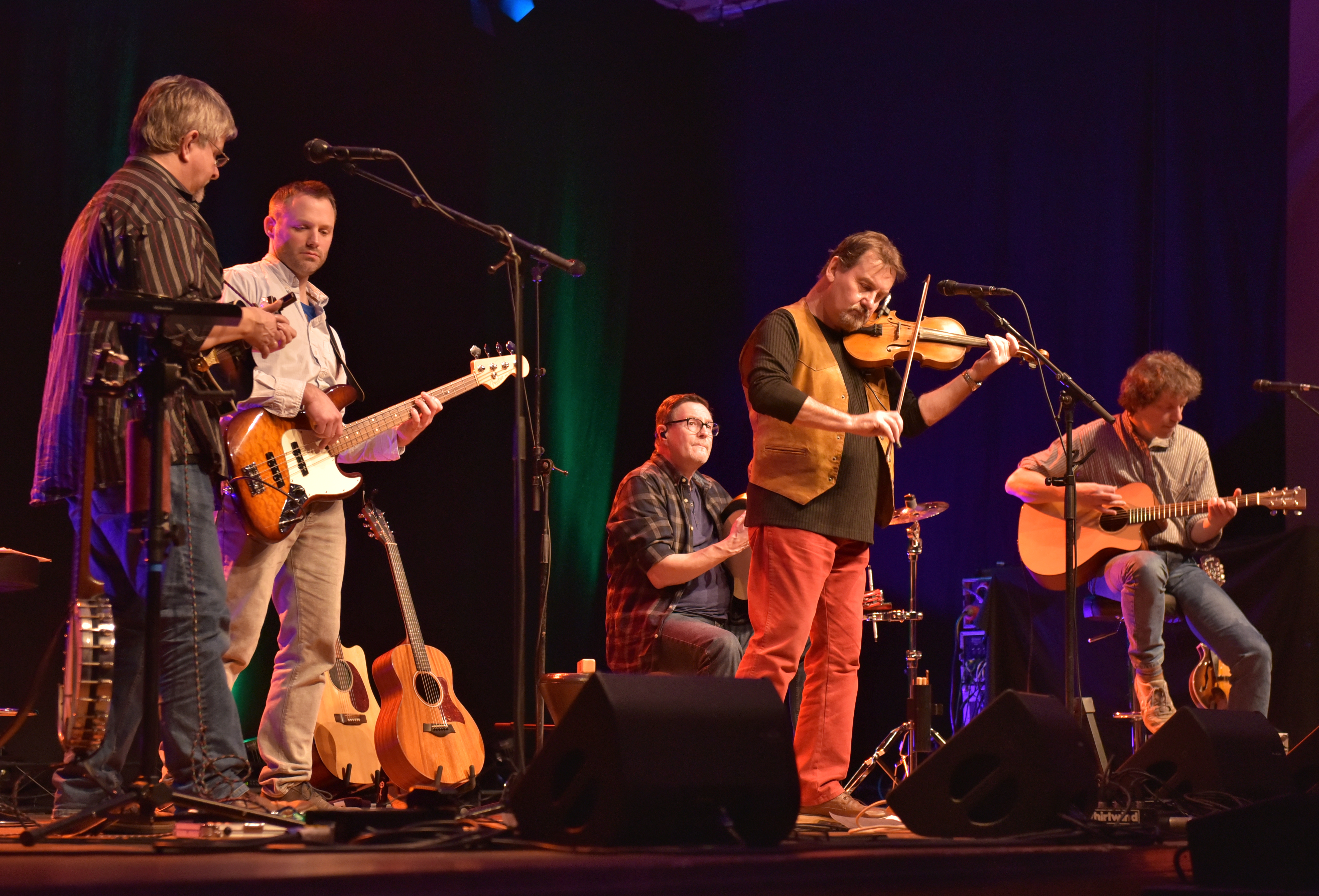
Larry Mathews' Blackstone Band, Kolosseum Lübeck, März 2018

## Diskografie
- 1977/78: The Mathews Brothers: „A kiss in the Morning Early“, LP, Canon Records Ltd CNN 5959 (1977), Avada Records AVA 101 (1978)[8]
- 1981: „Mathews' Wilson And Doonan“, LP mit Tony Wilson (Gitarre, Mandoline, Bass, Banjo, Gesang), Mick Doonan (Uilleann Pipes, Piccoloflöte, Irische Flöte „Whistle“, Gesang), Rola Records R009[9]
- 2000: Larry Mathews: „To Ferry Me Over“ (Neu aufgelegt 2011)
- 2003: Larry Mathews: „Easy and Slow“, CD, mit Ralf Bühr (Mandoline, Gitarre), Tony O’Flaherty (Bass, Keyboard), Ruiairi O’Flaherty (Gitarre), Patrick O’Connor (Schlagzeug)[14]
- 2006: Larry Mathews Blackstone: „Solid Ground“, CD, mit Martin Röttger (Cajón)[15]
- 2014: Larry Mathews: „Stuck Here Inside“, EP, mit Stefan Wehrmann (elektrische Gitarre, Bass, backing Vocals), Moncef Dellandrea (Schlagzeug, Keyboards)[16]
- 2016: Larry Mathews: „Falls On You“, CD[17]